# Jeanne Moride
Jeanne Moride, née le 29 mars 1881 à Paris où elle est morte le 14 octobre 1970, est une peintre française.

## Biographie
Jeanne Victorine Léonie Moride est la fille d'Édouard Marie Donatien Moride, négociant, et d'Hélène Jeanne Victoire Candas.
Élève de Ferdinand Humbert et de Lucien Simon, elle expose au Salon à partir de 1904 où elle obtient le prix Ardouin en 1911, ainsi qu'en 1915.
Elle meurt célibataire à son domicile de la rue de La Planche à l'âge de 89 ans.